# 砾石

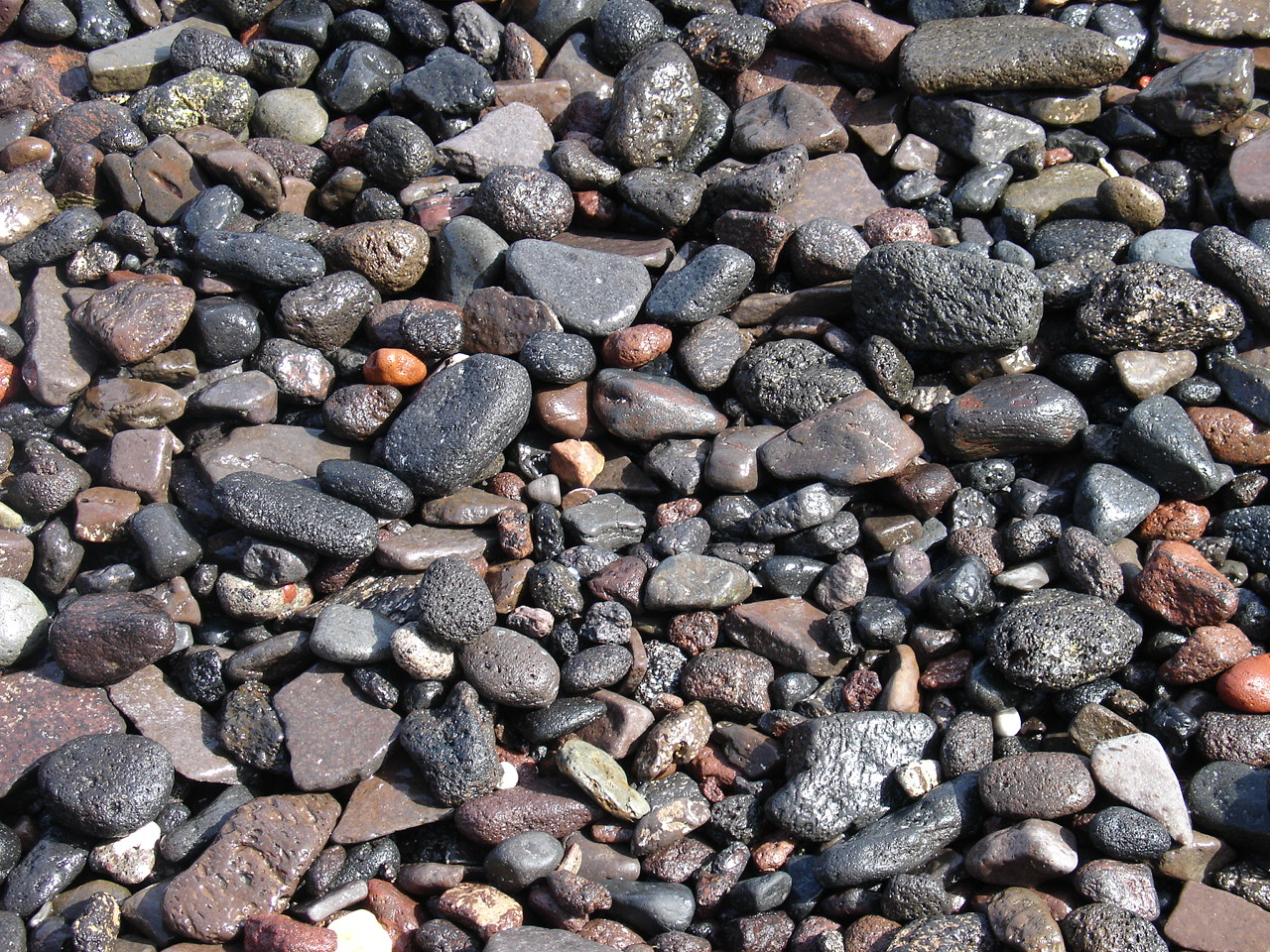

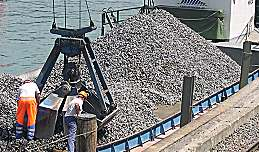
运载砾石的驳船

砾石是指平均粒径大于2毫米，小于64毫米的岩石或矿物碎屑物，地质学中将粒径小于2毫米的定义为砂，大于64毫米至256毫米的为卵石。
砾石可以细分为细砾（粒径为2-10毫米），粗砾（10-100毫米）和巨砾（大于100毫米）;ISO 14688将砾石分为细砾（2~6.3毫米）、中砾（6.3~20毫米）、粗砾（20~63毫米）三个等级；伍登-温特沃斯量表则分成了5个等级。典型的砾石比重为1800千克/每立方米。
砾石由暴露在地表的岩石经过风化作用而成；常沉积在山麓和山前地带；或由于岩石被水侵蚀破碎后，经河流冲刷沉积后产生；砾石胶结后形成砾岩或角砾岩。
砾石可用来铺路，目前全球的砾石路总长甚至超过水泥路和沥青路总合。细砾还是制作混凝土的重要材料。